# Signo Editores
Signo Editores es una editorial española fundada en 1981, continuadora de la actividad de Ediciones Rueda. Su sede social se encuentra en Pozuelo de Alarcón (Comunidad de Madrid).

## Historia
Signo editores es una empresa editorial fundada en 1981 por Manuel y José Rueda con el nombre de Ediciones Rueda. Los Rueda habían comenzado en el negocio editorial con una empresa dedicada a la venta de enciclopedias llamada Discolibro. Posteriormente, fundaron en 1981 Culturama JM,  dedicada a la venta a domicilio de obras publicadas por otras editoriales. 
El cambio de denominación social de Ediciones Rueda por el de Signo Editores tuvo lugar el 17 de marzo de 2010, de acuerdo con el anuncio de número 112278 del Registro Mercantil de Madrid.
 El motivo de esta decisión reside en que en ese año se produjeron cambios importantes, como la renovación del fondo editorial, en lo que se invirtió más de tres millones de euros. Esto unido a las dimensiones que alcanzó la empresa, llevó a plantearse un cambio de denominación, para desvincular el apellido familiar.
En octubre de 2014, José Rueda vendió sus acciones de la empresa a su hermano Manuel y se desvinculó de la misma.

## Oficinas
La compañía editorial dispone de 22 oficinas repartidas por España. En concreto, dichas sedes comerciales se encuentran repartidas en La Coruña, Albacete, Alicante, Asturias, Badajoz, Barcelona, Bilbao, Cádiz, Córdoba, Jaén, Las Palmas, Madrid Este, Madrid Sur, Málaga, Murcia, Sevilla, Tarragona, Tenerife, Toledo, Valencia, Vigo y Zaragoza.

## Responsabilidad social corporativa
Signo editores ha realizado donaciones de colecciones de libros a diversas asociaciones, entre las que se encuentran, la Fundación Alonso Quijano; la Sociedad San Vicente de Paul y la Biblioteca Municipal de Argés. Además de la entrega de sillones y colchones a la Fundación Remar.
En la Navidad de 2013, con el lanzamiento de su nueva colección infantil, Cuentacuentos bilingüe, la empresa española entregó esta colección a cinco hospitales, tres de ellos ubicados en Madrid (La Paz, 12 de Octubre y Gregorio Marañón) y dos ubicados en Galicia (el Xeral de Vigo y el Hospital Universitario de la Coruña). También se donó otra colección a la Asociación NUPA, que ayuda a niños con trasplante multivisceral y afectados de fallo intestinal y nutrición parenteral.
La empresa también se ha unido al Circuito de Golf Solidario, organizado por el Banco Santander, en su edición 2014, para ayudar a dos fundaciones relacionadas con los niños: la Fundación Theodora, que busca la sonrisa de los niños que se encuentran hospitalizados y la Fundación Intheos, que investigan nuevas terapias efectivas contra los pacientes oncológicos (en esta ocasión, la recaudación se destinará a los niños enfermos de cáncer).

## El cómic español
Signo editores recuperó las historietas españolas de Mortadelo y Filemón y el Capitán Trueno en dos colecciones, bajo la dirección del editor, cronista, escritor y guionista de viñetas, Antoni Guiral.
La obra Mortadelo y Filemón recoge a lo largo de 10 volúmenes, las historietas que tuvieron más éxito, siguiendo un orden cronológico, desde la primera aparición en 1958, hasta las más recientes. Las diferentes viñetas se completan con anécdotas de la serie y de la trayectoria de Francisco Ibáñez. La colección contiene también portadas realizadas por el ilustrador.
El capitán Trueno es un caballero medieval que se enfrenta a todo tipo de desafíos con la ayuda de sus dos compañeros, Crispín y Goliath (y, a veces, su novia Sigrid). Se han recopilado sus aventuras en 10 tomos en los que se recoge toda la serie (cuadernos originales, almanaques, números extraordinarios, la revista El capitán Trueno o el libro La isla de Rapa-nui).

## Nuevos títulos
En octubre de 2017 la editorial pública 50 fotografías con historia, un libro sobre la historia de la fotografía en España, donde a través de la mirada de 50 fotógrafos reconocidos se ahonda en el contexto histórico y social en el que sus fotografías fueron tomadas.
El libro congrega a fotógrafos de diversas disciplinas: fotoperiodismo, retrato, editorial, paisaje, fotografía experimental; fotografía comprometida o fotografía vanguardista. Cada imagen se acompaña de material adicional: carteles de la época en la que se tomó la imagen; portadas de libros, cartas y otras fotografías; que ayudan al lector a contextualizarla.

## Controversia
La editorial apareció mencionada en un reportaje emitido por Televisión Española Los abuelos, un gran negocio. El reportaje trataba sobre los métodos agresivos -y a menudo, engañosos- de venta telefónica y de venta casa por casa utilizados por ciertas empresas. En ocasiones, las víctimas de estas ventas fraudulentas eran personas mayores u otras de carácter vulnerable.